# Mlaștina Mosoroasa
Mlaștina Mosoroasa este o arie protejată de interes național ce corespunde categoriei a IV-a IUCN (rezervație naturală, tip botanic), situată în județul Vâlcea, pe teritoriul administrativ al orașului Băile Olănești, în satul Mosoroasa.
Rezervația naturală are o suprafață de 1,40 ha, și reprezintă o zonă de mlaștină mezo-oligotrofă, importantă pentru prezența speciei de plantă carnivoră, relictă glaciară, Drosera rotundifolia - roua cerului.